# HD 15477
HD 15477 (TYC 5860-817-1 / IRAS 02267-1845 / GSC 05860-00817) es una estrella de magnitud aparente +8,748. Está localizada en la constelación de Cetus. Hasta ahora no se ha detectado algún planeta en órbita alrededor de esta estrella.

## Nombres
Su ID en el Catálogo Henry Draper es 15477 como lo indica su nombre, el del 2Micron All-Sky Survey es J02290719-1831583 por sus coordenadas y que se ha observado en bandas de infrarrojo J, H, K, el del catálogo Hipparcos y el Hipparcos Input Catalog es 11571 y el de PPM es el número #211580 indicando el número de estrellas que se le ha medido el movimiento propio. El número BD de la estrella es BD-19°462.

## Distancia
HD 15477 se encuentra a una distancia aproximada del sistema solar de 1400 años luz en el borde la constelación de la Ballena visualmente cerca de Tau1 Eridani. Se aleja a una velocidad de 16 km/s del sistema solar.

## Características físicas
Es una gigante roja de tipo espectral M3III con una temperatura superficial de aproximadamente 3130 K pero de acuerdo con su índice de color B-V de +1,46 puede ser de 4059 K lo que sería típico de una estrella tipo K6III similar a Sigma Puppis. Su diámetro es 25 veces mayor que el diámetro solar y su masa es desconocida pero se cree que sea similar al 150 % de la que tiene el Sol. Es una estrella de brillo muy elevado, con una luminosidad equivalente a 54 veces la luminosidad solar.

### Otras estrellas gigantes similares
- Minelava
- Fi Aquarii
- Alfa Lyncis